# Bandera de Chicago
La bandera municipal de Chicago está formada por dos barras horizontales azules sobre fondo blanco, cada una de ellas con una altura de un sexto de la altura total de la bandera, y separadas de los bordes por algo menos de un sexto de la altura total. Entre las dos barras, hay cuatro estrellas rojas de seis puntas en una fila horizontal.
En una revisión de 150 banderas municipales llevada a cabo por la Asociación Vexilológica Norteamericana, la bandera de Chicago quedó en segundo puesto con una nota de 9.03 sobre 10, superada solo por la bandera del Distrito de Columbia.

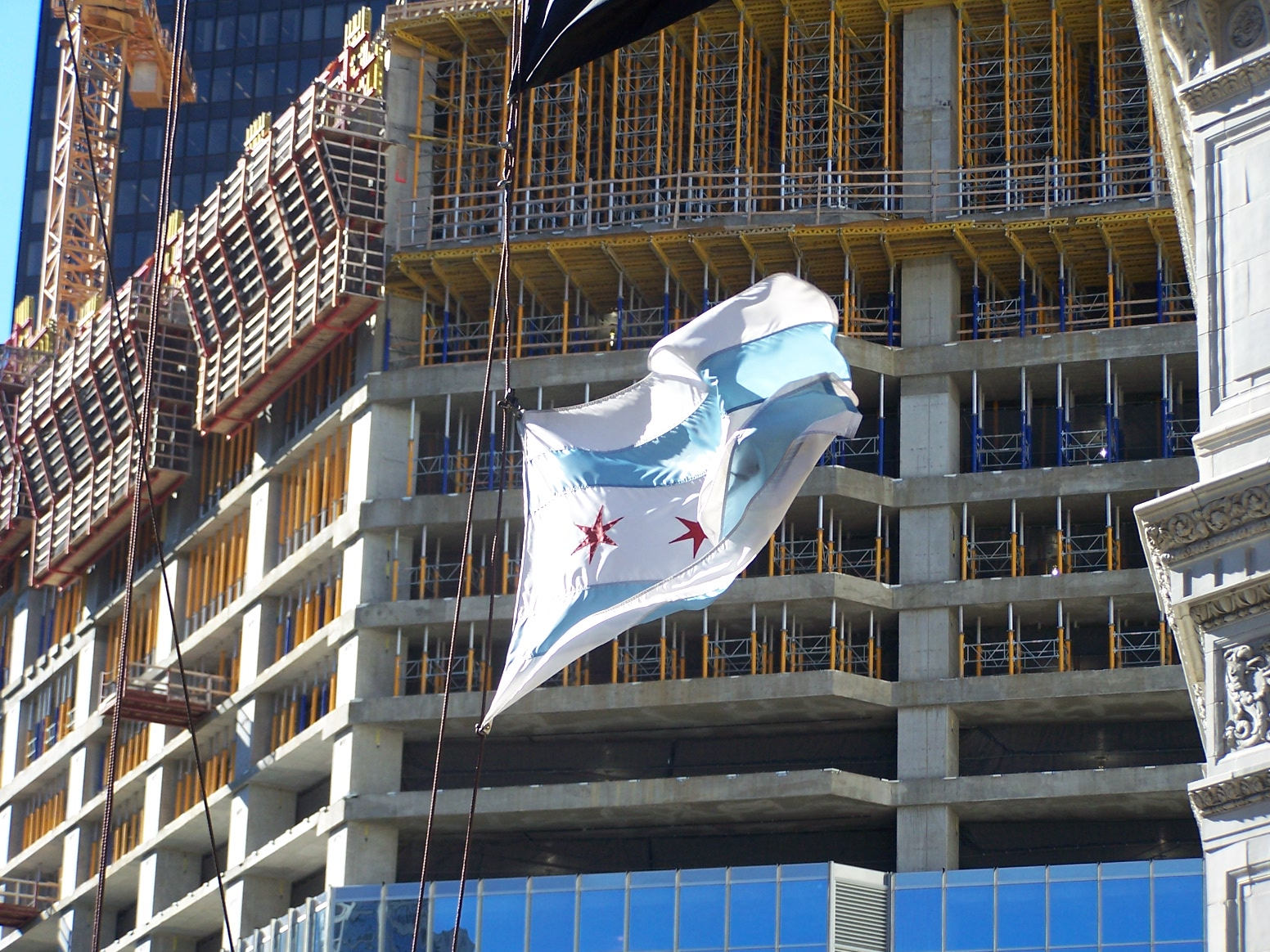
Bandera de Chicago ondeando.

## Simbolismo

### Barras
Las tres barras blancas de la bandera representan, de arriba abajo, los lados norte, oeste y sur de la ciudad. La barra azul superior representa el lago Míchigan y el brazo norte del río Chicago. La barra azul inferior representa el brazo sur del río y el canal de Míchigan e Illinois.

### Estrellas
Las cuatro estrellas rojas de seis puntas en la barra blanca central, tienen los siguientes significados (de izquierda a derecha, aunque no fueron añadidas en este orden):
- La primera estrella representa Fort Dearborn, y fue añadida a la bandera en 1939. Sus seis puntas simbolizan el transporte, el trabajo, el comercio, las finanzas, la popularidad y la salubridad.[3]

- La segunda estrella representa el Gran incendio de Chicago de 1871, y procede de la bandera original de 1917. Sus seis puntas representan las virtudes de la religión, la educación, la estética, la justicia, la beneficencia y el orgullo civil.[4]

- La tercera estrella representa la Exposición Mundial Colombina de Chicago de 1893, y también procede de la bandera original de 1917. Sus seis puntas simbolizan las entidades políticas a las que Chicago ha pertenecido, y las banderas que han ondeado en la ciudad: Francia, 1693; Reino Unido, 1763; Virginia, 1778; el territorio del Noroeste, 1798, el territorio de Indiana, 1802; e Illinois, desde 1818.[5]

- La cuarta estrella representa la Exposición Universal de Chicago de 1933, año en el que fue añadida. Sus puntas hacen referencia a: la tercera mayor ciudad de los Estados Unidos; el lema en latín de la ciudad (Urbs in horto, esto es La ciudad en el jardín); el lema de Chicago I will (Lo haré); el Gran Mercado Central; la Ciudad Maravilla; y la Ciudad de las Convenciones.[6]

Se ha propuesto la inclusión de una quinta estrella para la bandera municipal en varias ocasiones. La primera fue en los 1940, cuando una carta al periódico Chicago Tribune pidió una quinta estrella en honor a la entrada en la era nuclear. En otra ocasión, se propuso en honor de Harold Washington, el primer alcalde afroamericano de Chicago. La propuesta más reciente fue en favor de los Juegos Olímpicos de 2016, y se hubiera podido añadir si la ciudad era elegida, pero fue Río de Janeiro, Brasil elegida finalmente como la sede del evento.

## Historia
En 1915, el alcalde William Hale Thompson organizó una comisión municipal para la bandera, dirigida por James A. Kearnes. La comisión estaba formada por personalidades variadas, entre ellos el rico industrialista Charles Deering y el pintor impresionista Lawton S. Parker. Parker pidió al poeta Wallace Rice que desarrollara las normas para un concurso público al mejor diseño para bandera municipal. Se recibieron más de cien propuestas. Al final, la comisión eligió el diseño del mismo Rice. El 4 de abril de 1917, la recomendación de la comisión fue aprobada por el ayuntamiento de Chicago.
En 1933, bajo el mandato del alcalde Edward Joseph Kely, se añadió una tercera estrella en honor de la Exposición Universal que estaba llevándose a cabo. En 1939, siguiendo las recomendaciones de la comisión en memoria de Fort Dearborn, se añadió la cuarta estrella en conmemoración de la masacre; no obstante, se situó a la izquierda de la bandera, la primera de las estrellas. En verano de 2007 se sugirió por primera vez añadir una quinta estrella en caso de que Chicago consiguiese alojar los Juegos Olímpicos de 2016, no fue el caso. 